# 博日 (索恩-卢瓦尔省)
索恩-卢瓦尔省（法語：Baugy，法語發音：[boʒi]）是法国索恩-卢瓦尔省的一个市镇，属于沙罗勒区。

## 地理
博日（46°17'52"N, 4°1'39"E）面积12.61 平方千米，位于法国勃艮第-弗朗什-孔泰大區索恩-卢瓦尔省，该省份为法国中部省份，北起顺时针与科多尔省、汝拉省、安省、罗讷省、卢瓦尔省、阿列省和涅夫勒省接壤。
与博日接壤的市镇（或旧市镇、城区）包括：阿夫里伊、马尔西尼、昂济勒迪克、尚比伊、布里奥奈地区瑟米尔。

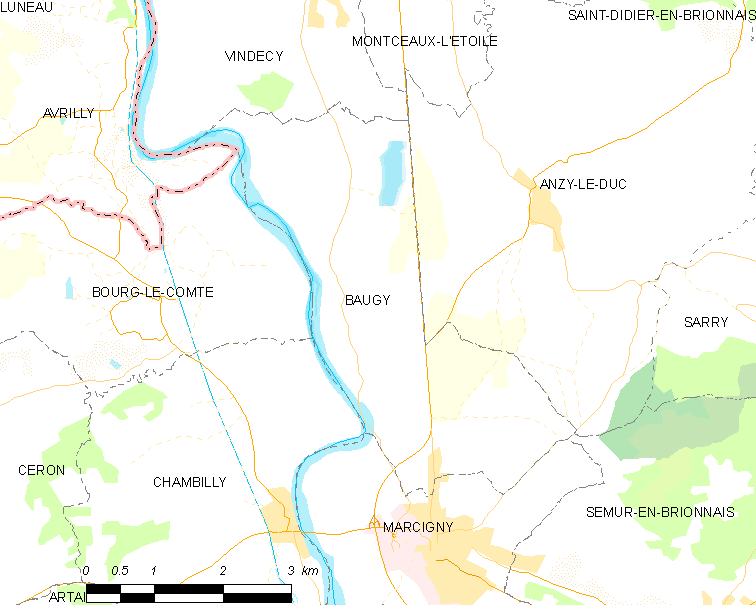
的OSM定位图

博日的时区为UTC+01:00、UTC+02:00（夏令时）。

## 行政
博日的邮政编码为71110，INSEE市镇编码为71024。

## 政治
博日所属的省级选区为帕赖勒莫尼亚勒县。

## 人口

1962-2008年间人口变化图示

博日于2022年1月1日时的人口数量为495人。